# Emanuele Rastelli
Emanuele Rastelli (Città di San Marino, 24 febbraio 1968) è un compositore e fisarmonicista sammarinese.
Ottiene i primi riconoscimenti come grande fisarmonicista, fra i più eclettici sullo scenario internazionale, vincendo il "44° Trophée Mondial de l'Accordéon" nel 1994 e il "Premio internazionale Città di Castelfidardo" nel 1996, occasione nella quale riceve due premi speciali: su 950 musicisti provenienti da tutto il mondo è riconosciuto come "Miglior Talento" e come "Miglior Esecutore ai Bassi".
È stato insignito con la "Croce d'Oro al Merito" dalla C.M.A. (Confédération Mondial de l'Accordéon).
Ha collaborato e collabora, fra gli altri, con Art Van Damme, Geoff Warren, Gaspare Tirincanti, Gabriele Mirabassi, Umberto Fiorentino, Enzo Pietropaoli,Frank Marocco, Luca Ciarla, Anna Maria Castelli, Karsten Braghittoni, Romano Pucci, Andrea Costa del Quintorigo.
Nel marzo del 2022 ha composto una speciale variazione sulla parte in minore de "Il Tango delle capinere" destinata al fisarmonicista Aldo Tebaldi Piccitto.

## Discografia

### Album
- 1992: Waltz for Lella
- 1997: Love Melody for Oksana
- 1999: New Accordéon
- 2002: Stranezze d'Autore
- 2007: Reunio
- 2009: Emanuele Rastelli & Enzo Pietropaoli - Duolosophy vol.1

## Progetti all'attivo
- "EMOTIONS" Quartet/Trio

Emanuele Rastelli accordion, Giampiero Burza guitar, Davide Garattoni freetles bass, Roberto Rossi drum
- "REUNIO" Quartet/Trio

Emanuele Rastelli accordion, Giancarlo Bianchetti guitar, Roberto Bartoli double bass, roberto Rossi percussions
- "DUOLOSOPHY" Duo

Emanuele Rastelli accordion, Enzo Pietropaoli double bass
- "EMANUELE RASTELLI Solo accordion"

Emanuele Rastelli accordion
- "ENCUENTRO" Duo

Emanuele Rastelli accordion, Anna Maria Castelli voice